# Sciadotenia nitida
Sciadotenia nitida är en tvåhjärtbladig växtart som först beskrevs av Riley, och fick sitt nu gällande namn av Krukoff och Barneby. Sciadotenia nitida ingår i släktet Sciadotenia och familjen Menispermaceae. Inga underarter finns listade i Catalogue of Life.